# Żeleźniak (roślina)
Żeleźniak (Phlomis L.) – rodzaj roślin z rodziny jasnotowatych. Według niektórych ujęć taksonomicznych należy do niego ok. 100 gatunków rosnących w naturalnych warunkach w Europie i Azji, na obszarze od Morza Śródziemnego po Chiny, poza tym w północnej Afryce. Połowa gatunków występuje w basenie Morza Śródziemnego z centrum zróżnicowania w Turcji (34 gatunki). Drugim centrum zróżnicowania są Chiny, gdzie rosną 43 gatunki, zwłaszcza w prowincjach Syczuan i Junnan. Przedstawiciele tego rodzaju nie występują we florze Polski, aczkolwiek szereg gatunków bywa uprawianych.
Rośliny te zasiedlają tereny otwarte i suche, skaliste i pokryte zbiorowiskami trawiastymi. Niektóre gatunki, zwłaszcza żeleźniak krzewiasty Phlomis fruticosa, uprawiane są jako ozdobne.

## Morfologia

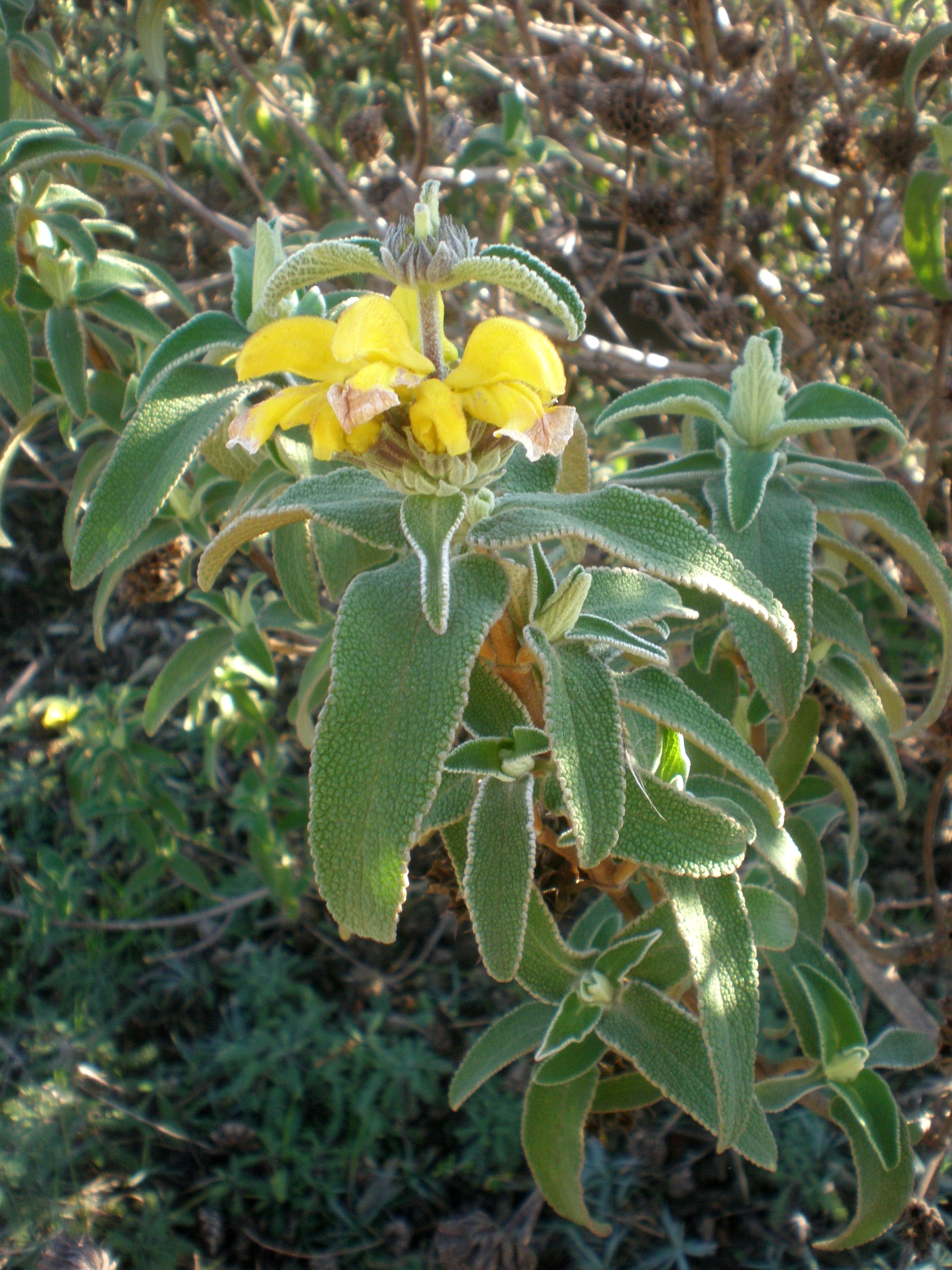
Phlomis cypria

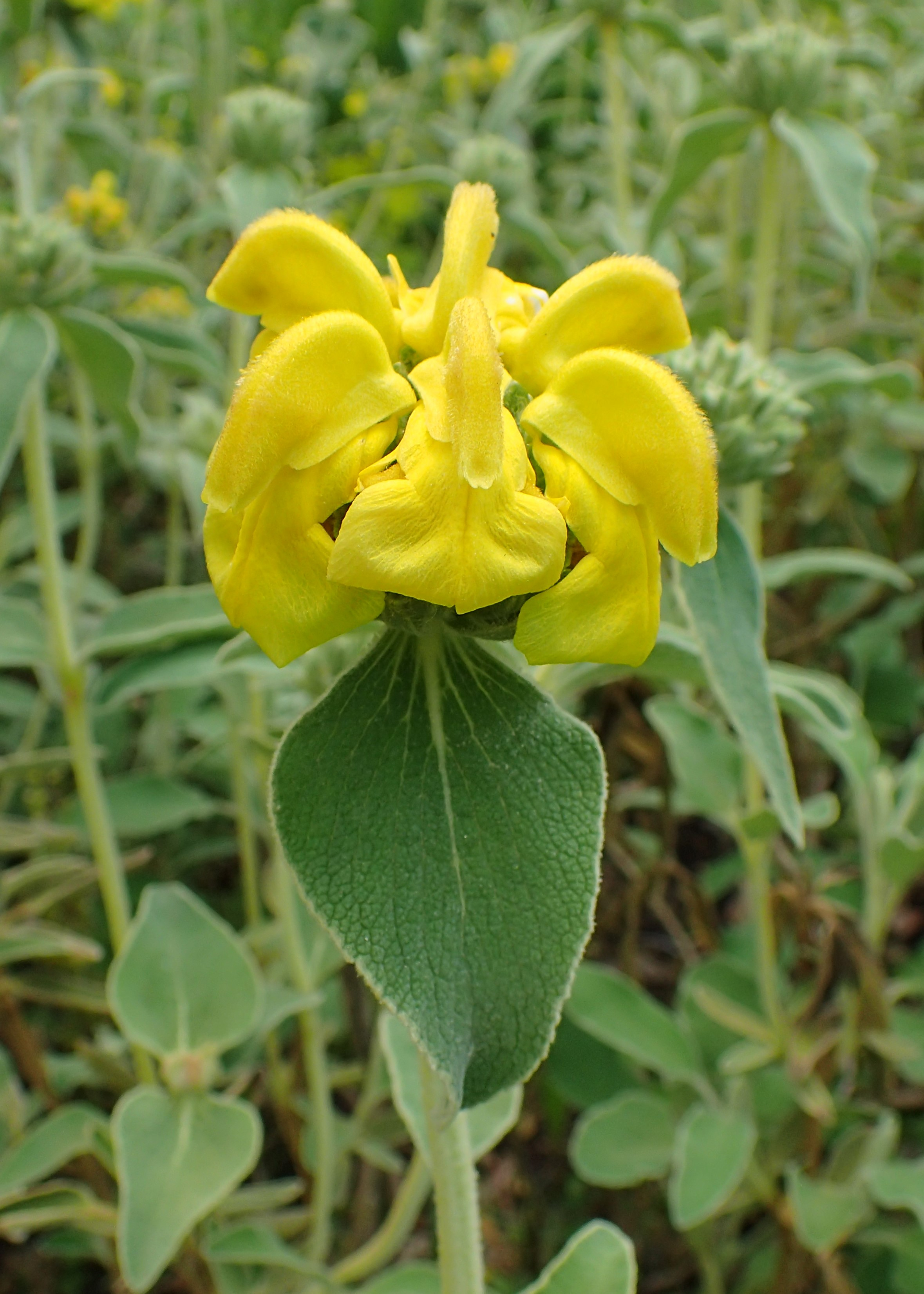
Phlomis fruticosa

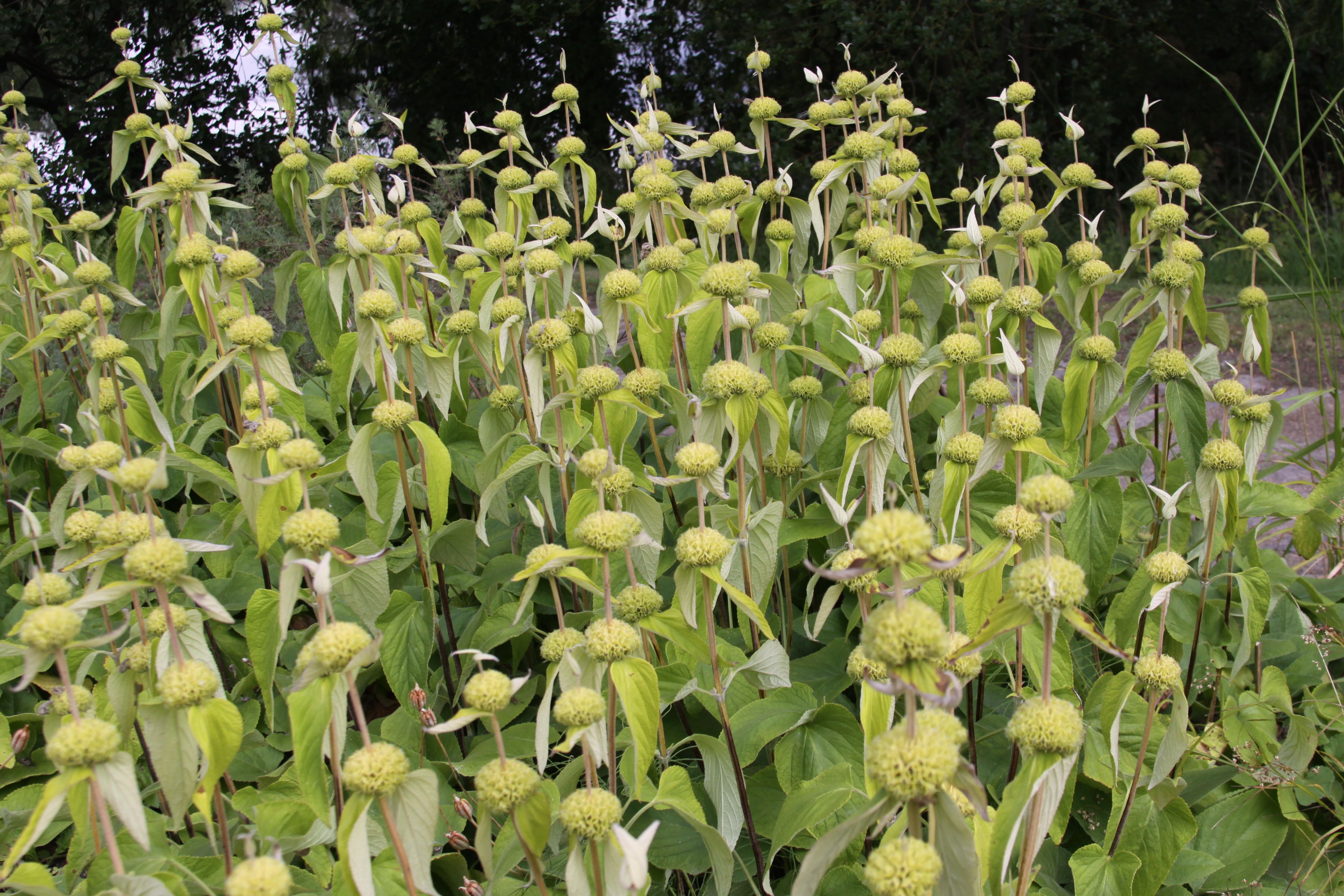
Phlomis russeliana

PokrójByliny osiągające ponad 1 m wysokości oraz półkrzewy i krzewy sięgające 2 m, o pędach owłosionych.
LiścieNaprzeciwległe, zróżnicowane (dolne często sercowate), często kutnerowate, zazwyczaj duże (ponad 10 cm długości).
KwiatyZebrane w okółki. Kielich zrosłodziałkowy, niewielki, lejkowaty, z 5 lub 10 żyłkami przewodzącymi i pięcioma ząbkami. Korona różowa, różowofioletowa lub żółta, rzadko biała, zrosłopłatkowa. U nasady pięć zrośniętych płatków tworzy rurkę krótszą od kielicha. Na jej końcu znajdują się dwie wargi. Warga górna jest kapturkowata i zgięta w dół. Warga dolna składa się z trzech łatek, z których środkowa jest większa od bocznych i czasem rozwidlona. Pręciki są cztery. Zalążnia górna, złożona z dwóch owocolistków, dwukomorowa, w każdej komorze z dwoma zalążkami. Szyjka słupka pojedyncza, cienka, z dwudzielnym znamieniem.
OwoceCzterodzielne rozłupnie, rozpadające się na cztery pojedyncze lub owłosione rozłupki.

## Systematyka
Synonim
Phlomoides Moench (w zależności od ujęcia – bywa też uznawany za odrębny rodzaj)
Pozycja systematyczna według APweb (aktualizowany system APG IV z 2016)
Rodzaj z rodziny jasnotowatych (Lamiaceae Lindl.), która jest jednym z kladów w obrębie rzędu jasnotowców (Lamiales Bromhead) z grupy astrowych spośród roślin okrytonasiennych.
Pozycja systematyczna według systemu Reveala (1993–1999)
Gromada okrytonasienne (Magnoliophyta Cronquist), podgromada Magnoliophytina Frohne & U. Jensen ex Reveal, klasa Rosopsida Batsch, podklasa jasnotowe (Lamiidae Takht. ex Reveal), nadrząd Lamianae Takhtajan, rząd jasnotowce (Lamiales Bromhead), podrząd Lamiineae Bessey in C.K. Adams, rodzina jasnotowate (Lamiaceae Lindl.), rodzaj żeleźniak (Phlomis L.).
Wykaz gatunków
- Phlomis amanica Vierh.
- Phlomis angrenica Knorring
- Phlomis angustissima Hub.-Mor.
- Phlomis anisodonta Boiss.
- Phlomis antiatlantica J.P.Peltier
- Phlomis armeniaca Willd.
- Phlomis aucheri Boiss.
- Phlomis aurea Decne.
- Phlomis bourgaei Boiss.
- Phlomis bovei Noë
- Phlomis brachyodon (Boiss.) Zohary ex Rech.f.
- Phlomis brevibracteata Turrill
- Phlomis brevidentata H.W.Li
- Phlomis brevilabris Ehrenb. ex Boiss.
- Phlomis bruguieri Desf.
- Phlomis brunneogaleata Hub.-Mor.
- Phlomis bucharica Regel
- Phlomis cancellata Bunge
- Phlomis capitata Boiss.
- Phlomis carica Rech.f.
- Phlomis cashmeriana Royle ex Benth. – żeleźniak kaszmirski
- Phlomis cashmirica Wells
- Phlomis chimerae Boissieu
- Phlomis chorassanica Bunge
- Phlomis chrysophylla Boiss.
- Phlomis cretica C.Presl
- Phlomis crinita Cav.
- Phlomis cuneata C.Y.Wu
- Phlomis cyclodon Knorring
- Phlomis cypria Post
- Phlomis dincii Yild.
- Phlomis drobovii Popov
- Phlomis elliptica Benth.
- Phlomis elongata Hand.-Mazz.
- Phlomis floccosa D.Don
- Phlomis fruticetorum Gontsch.
- Phlomis fruticosa L. – żeleźniak krzewiasty
- Phlomis ghilanensis K.Koch
- Phlomis grandiflora H.S.Thomps.
- Phlomis herba-venti L.
- Phlomis hypoleuca Vved.
- Phlomis integrifolia Hub.-Mor.
- Phlomis isiliae Yild.
- Phlomis italica L.
- Phlomis kotschyana Hub.-Mor.
- Phlomis kurdica Rech.f.
- Phlomis lanata Willd.
- Phlomis lanceolata Boiss. & Hohen.
- Phlomis leucophracta P.H.Davis & Hub.-Mor.
- Phlomis linearifolia Zakirov
- Phlomis linearis Boiss. & Balansa
- Phlomis longifolia Boiss. & Blanche
- Phlomis lunariifolia Sm.
- Phlomis lychnitis L.
- Phlomis lycia D.Don
- Phlomis majkopensis (Novopokr.) Grossh.
- Phlomis monocephala P.H.Davis
- Phlomis nana C.Y.Wu
- Phlomis nissolii L.
- Phlomis nubilans Zakirov
- Phlomis nyalamensis H.W.Li
- Phlomis olgae Regel
- Phlomis olivieri Benth.
- Phlomis oppositiflora Boiss. & Hausskn.
- Phlomis orientalis Mill. – żeleźniak kaukaski
- Phlomis pachyphylla Rech.f.
- Phlomis persica Boiss.
- Phlomis physocalyx Hub.-Mor.
- Phlomis platystegia Post
- Phlomis polioxantha Rech.f.
- Phlomis purpurea L.
- Phlomis regelii Popov
- Phlomis rigida Labill.
- Phlomis russeliana (Sims) Lag. ex Benth. – żeleźniak żółty, żeleźniak Russela
- Phlomis salicifolia Regel
- Phlomis samia L. – żeleźniak samijski[7], ż. egejski[14]
- Phlomis sewerzowii Regel
- Phlomis sieheana Rech.f.
- Phlomis sintenisii Rech.f.
- Phlomis spinidens Nevski
- Phlomis stewartii Hook.f.
- Phlomis syriaca Boiss.
- Phlomis tathamiorum R.M.Haber & Semaan
- Phlomis tenorei Soldano
- Phlomis tenuis Knorring
- Phlomis thapsoides Bunge
- Phlomis tomentosa Regel
- Phlomis trineura Rech.f.
- Phlomis viscosa Poir. – żeleźniak gruczołkowaty
- Phlomis younghusbandii Mukerjee
- Phlomis zenaidae Knorring

Mieszańce międzygatunkowe
- Phlomis × alanyensis Hub.-Mor.
- Phlomis × bornmuelleri Rech.f.
- Phlomis × cilicica Hub.-Mor.
- Phlomis × commixta Rech.f.
- Phlomis × composita Pau
- Phlomis × cytherea Rech.f.
- Phlomis × ekimii Dadand & H.Duman
- Phlomis × kalanensis Hub.-Mor.
- Phlomis × margaritae Aparicio & Silvestre
- Phlomis × melitenensis Hub.-Mor.
- Phlomis × mobullensis Hub.-Mor.
- Phlomis × muglensis Hub.-Mor.
- Phlomis × pabotii Rech.f.
- Phlomis × praetervisa Rech.f.
- Phlomis × rechingeri Hub.-Mor.
- Phlomis × semiorbata Rech.f.
- Phlomis × sieberi Vierh.
- Phlomis × stapfiana Rech.f.
- Phlomis × termessi P.H.Davis
- Phlomis × tunceliensis Hub.-Mor.
- Phlomis × vierhapperi Rech.f.
- Phlomis × vuralii Dadandi

Wiele gatunków tradycyjnie tu zaliczanych bywa wyodrębnianych do rodzaju Phlomoides Moench, m.in.: żeleźniak łąkowy Phlomis pratensis ≡ Phlomoides pratensis, żeleźniak tarczowaty Phlomis rotata ≡ Phlomoides rotata, żeleźniak bulwiasty Phlomis tuberosa ≡ Phlomoides tuberosa.